# Vivacissimo
Vivacissimo is een van oorsprong Italiaanse muziekterm die aangeeft in welk tempo gespeeld moet worden. Vivacissimo betekent "zeer snel en levendig" en is sneller en energieker dan het allegro of vivace. Vivacissimo behoort tot de snelle tempi. Het bijbehorende metronoomgetal is meer dan 144, wat betekent dat een kwartnoot 1/144e minuut (iets minder dan 0,5 seconde) of korter duurt.